# Rémilly (Nièvre)
Rémilly és un municipi francès, situat al departament del Nièvre i a la regió de Borgonya - Franc Comtat. L'any 2007 tenia 177 habitants.

## Demografia

### Població
El 2007 la població de fet de Rémilly era de 177 persones. Hi havia 84 famílies, de les quals 36 eren unipersonals (16 homes vivint sols i 20 dones vivint soles), 28 parelles sense fills, 16 parelles amb fills i 4 famílies monoparentals amb fills.
La població ha evolucionat segons el següent gràfic:
Habitants censats

### Habitatges
El 2007 hi havia 154 habitatges, 90 eren l'habitatge principal de la família, 46 eren segones residències i 18 estaven desocupats. 151 eren cases i 1 era un apartament. Dels 90 habitatges principals, 63 estaven ocupats pels seus propietaris, 22 estaven llogats i ocupats pels llogaters i 5 estaven cedits a títol gratuït; 2 tenien una cambra, 4 en tenien dues, 24 en tenien tres, 24 en tenien quatre i 36 en tenien cinc o més. 77 habitatges disposaven pel capbaix d'una plaça de pàrquing. A 53 habitatges hi havia un automòbil i a 33 n'hi havia dos o més.

### Piràmide de població
La piràmide de població per edats i sexe el 2009 era:
| Homes | Edats   | Dones |
| ----- | ------- | ----- |
| 0     | 95 o +  | 0     |
| 0     | 90 a 94 | 0     |
| 0     | 85 a 89 | 0     |
| 8     | 80 a 84 | 0     |
| 12    | 75 a 79 | 8     |
| 4     | 70 a 74 | 16    |
| 4     | 65 a 69 | 0     |
| 8     | 60 a 64 | 4     |
| 12    | 55 a 59 | 8     |
| 4     | 50 a 54 | 4     |
| 20    | 45 a 49 | 16    |
| 8     | 40 a 44 | 0     |
| 8     | 35 a 39 | 4     |
| 4     | 30 a 34 | 4     |
| 4     | 25 a 29 | 4     |
| 4     | 20 a 24 | 8     |
| 8     | 15 a 19 | 4     |
| 12    | 10 a 14 | 4     |
| 0     | 5 a 9   | 0     |
| 0     | 0 a 4   | 0     |

## Economia
El 2007 la població en edat de treballar era de 92 persones, 65 eren actives i 27 eren inactives. De les 65 persones actives 62 estaven ocupades (36 homes i 26 dones) i 3 estaven aturades (2 homes i 1 dona). De les 27 persones inactives 9 estaven jubilades, 7 estaven estudiant i 11 estaven classificades com a «altres inactius».

### Ingressos
El 2009 a Rémilly hi havia 84 unitats fiscals que integraven 178 persones, la mediana anual d'ingressos fiscals per persona era de 11.257 €.

### Activitats econòmiques
Dels 8 establiments que hi havia el 2007, 1 era d'una empresa de construcció, 3 d'empreses de comerç i reparació d'automòbils, 1 d'una empresa de transport, 1 d'una empresa d'hostatgeria i restauració i 2 d'empreses immobiliàries.
Dels 2 establiments de servei als particulars que hi havia el 2009, 1 era un taller de reparació d'automòbils i de material agrícola i 1 lampisteria.
L'any 2000 a Rémilly hi havia 30 explotacions agrícoles que ocupaven un total de 2.310 hectàrees.

## Equipaments sanitaris i escolars
El 2009 hi havia una escola elemental integrada dins d'un grup escolar amb les comunes properes formant una escola dispersa.

## Poblacions més properes
El següent diagrama mostra les poblacions més properes.